# Цар-Калоян (село)
Цар-Калоян (болг. Цар Калоян) — село в Болгарии. Находится в Пловдивской области, входит в общину Куклен. Население составляет 84 человека.

## Политическая ситуация
Цар-Калоян подчиняется непосредственно общине и не имеет своего кмета.
Кмет (мэр) общины Куклен — Димитр Крыстев Сотиров (инициативный комитет) по результатам выборов в правление общины.